# IJshockey op de Olympische Winterspelen 2014 - Mannen
Het ijshockeytoernooi voor mannen op de Olympische Winterspelen 2014 vond plaats in het  Russische Sotsji. Er werd gespeeld van 12 tot en met 23 februari in de Bolsjoj IJspaleis en de Sjajba Arena. De titelverdediger, Canada versloeg in de finale Zweden met 3-0. Finland won het brons door de VS te verslaan met 5-0. Teemu Selänne werd uitgeroepen tot beste speler van het toernooi.

## Opzet
De twaalf deelnemende teams zijn onderverdeeld in drie groepen van vier en spelen van 12 februari tot en met 16 februari de groepsfase. Na de groepsfase wordt een ranking opgemaakt. De volgende criteria worden gebruikt bij het opmaken van de ranking: eindstand in de groep; aantal punten; doelsaldo; aantal gescoorde doelpunten; IIHF world ranking. De eerste vier teams, de groepswinnaars en de beste nummer twee, krijgen in de knock-outfase vrij in de eerste ronde. De overige acht landen spelen een play-offronde voor de laatste vier plekken in de kwartfinale. Vanaf de kwartfinale wordt er verder gespeeld volgens het knock-outsysteem.

## Wedstrijdschema
| Onderdeel     | Datum       | Lokale tijd | MET   |
| ------------- | ----------- | ----------- | ----- |
| Groepsfase    | 12 februari | 21:00       | 18:00 |
| Groepsfase    | 13 februari | 12:00       | 09:00 |
| Groepsfase    | 13 februari | 16:30       | 13:30 |
| Groepsfase    | 13 februari | 21:00       | 18:00 |
| Groepsfase    | 14 februari | 12:00       | 09:00 |
| Groepsfase    | 14 februari | 16:30       | 13:30 |
| Groepsfase    | 14 februari | 21:00       | 18:00 |
| Groepsfase    | 15 februari | 12:00       | 09:00 |
| Groepsfase    | 15 februari | 16:30       | 13:30 |
| Groepsfase    | 15 februari | 21:00       | 18:00 |
| Groepsfase    | 16 februari | 12:00       | 09:00 |
| Groepsfase    | 16 februari | 16:30       | 13:30 |
| Groepsfase    | 16 februari | 21:00       | 18:00 |
| Play-offs     | 18 februari | 12:00       | 09:00 |
| Play-offs     | 18 februari | 16:30       | 13:30 |
| Play-offs     | 18 februari | 21:00       | 18:00 |
| Kwartfinales  | 19 februari | 12:00       | 09:00 |
| Kwartfinales  | 19 februari | 16:30       | 13:30 |
| Kwartfinales  | 19 februari | 21:00       | 18:00 |
| Halve finales | 21 februari | 16:00       | 13:00 |
| Halve finales | 21 februari | 21:00       | 18:00 |
| 3e/4e plaats  | 22 februari | 19:00       | 16:00 |
| Finale        | 23 februari | 16:00       | 13:00 |

## Kwalificatie

### Proces
De eerste negen landen van de wereldranglijst na het wereldkampioenschap ijshockey voor mannen in 2012 waren direct gekwalificeerd. De overige landen konden kwalificatie afdwingen via drie kwalificatie toernooien in Duitsland, Denemarken en Letland. Rusland, Finland, Tsjechië, Zweden, Canada, Slowakije, Verenigde Staten, Noorwegen en Zwitserland kwalificeerde zich zodoende direct door hun ranking. Oostenrijk, Letland en Slovenië wonnen de drie kwalificatietoernooien en dwongen zo kwalificatie af.

### Deelnemende landen
| Land             | Kwalificatie         | Kwalificatie     | Eerder deelnames | Eerder deelnames | Eerder deelnames |
| Land             | Manier               | Datum            | Aantal           | Vancouver 2010   | Beste prestatie |
| ---------------- | -------------------- | ---------------- | ---------------- | ---------------- | --- |
| Rusland1         | IIHF Ranking 1       | 20 mei 2012      | 5                | Kwartfinale      | 2e plaats (Nagano 1998) |
| Finland          | IIHF Ranking 2       | 20 mei 2012      | 15               | 3e plaats        | 2e plaats (Calgary 1988 & Turijn 2006) |
| Tsjechië2        | IIHF Ranking 3       | 20 mei 2012      | 5                | Kwartfinale      | Kampioen (Nagano 1998) |
| Zweden           | IIHF Ranking 4       | 20 mei 2012      | 20               | Kwartfinale      | Kampioen (Lillehammer 1994 & Turijn 2006) |
| Canada           | IIHF Ranking 5       | 20 mei 2012      | 20               | Kampioen         | Kampioen (Antwerpen 1920, Chamonix 1924, Sankt Moritz 1928, Lake Placid 1932, Sankt Moritz 1948, Oslo 1952, Salt Lake City 2002 & Vancouver 2010) |
| Slowakije2       | IIHF Ranking 6       | 20 mei 2012      | 5                | 4e plaats        | 4e plaats (Vancouver 2010) |
| Verenigde Staten | IIHF Ranking 7       | 20 mei 2012      | 21               | 2e plaats        | Kampioen (Squaw Valley 1960 & Lake Placid 1980)                                                                                                   |
| Noorwegen        | IIHF Ranking 8       | 20 mei 2012      | 10               | Play-off         | Play-off (Vancouver 2010) |
| Zwitserland      | IIHF Ranking 9       | 20 mei 2012      | 15               | Kwartfinale      | 3e plaats (Sankt Moritz 1928 & Sankt Moritz 1948)                                                                                                 |
| Slovenië3        | Kwalificatietoernooi | 10 februari 2013 | 0                | n.v.t.           | n.v.t. |
| Oostenrijk       | Kwalificatietoernooi | 10 februari 2013 | 11               | n.v.t.           | 5e plaats (Sankt Moritz 1928) |
| Letland1         | Kwalificatietoernooi | 10 februari 2013 | 3                | Play-off         | Play-off (Vancouver 2010) |

1 Prestaties van de Sovjet-Unie niet meegerekend.

2 Prestaties van Tsjecho-Slowakije niet meegerekend.

3 Prestaties van Joegoslavië niet meegerekend.

## Groepsfase
All tijden zijn lokaal (UTC+4).

### Groep A
| # | Land             | Wedstrijden | Wedstrijden | Wedstrijden | Wedstrijden | Wedstrijden | Doelpunten | Doelpunten | Doelpunten | Punten |
| # | Land             | G           | W           | OTW         | OTV         | V           | V          | T          | Saldo      | Punten |
| - | ---------------- | ----------- | ----------- | ----------- | ----------- | ----------- | ---------- | ---------- | ---------- | ------ |
| 1 | Verenigde Staten | 3           | 2           | 1           | 0           | 0           | 15         | 4          | +11        | 8      |
| 2 | Rusland          | 3           | 1           | 1           | 1           | 0           | 8          | 5          | +3         | 6      |
| 3 | Slovenië         | 3           | 1           | 0           | 0           | 2           | 6          | 11         | -5         | 3      |
| 4 | Slowakije        | 3           | 0           | 0           | 1           | 2           | 2          | 11         | -9         | 1      |

| 13 februari 2014 16:30 | Rusland | 5–2 (2–0, 1–2, 2–0) | Slovenië | Bolsjoj IJspaleis Toeschouwers: 11.653 |

| Wedstrijdreferentie | Wedstrijdreferentie         | Wedstrijdreferentie                                                     | Wedstrijdreferentie | Wedstrijdreferentie                                                                        |
| --- | --------------------------- | ----------------------------------------------------------------------- | ------------------- | ------------------------------------------------------------------------------------------ |
| | Semyon Varlamov             | Goalies                                                                 | Robert Kristan      | Scheidsrechters: Dave Jackson Vladimír Šindler Grensrechters: Lonnie Cameron Chris Carlson |
| A. Ovetsjkin (J. Malkin, A. Semin) – 1:17 J. Malkin (A. Ovetsjkin, J. Medvedev) – 3:54 Ilja Kovaltsjoek (J. Malkin, A. Radoelov) (PP) – 37:48 V. Nitsjoesjkin (A. Teresjtsjenko) – 43:59 A. Belov (N. Nikitin, A. Teresjtsjenko) – 47:53 | 1–0 2–0 2–1 3–1 3–2 4–2 5–2 | 21:43 – Ž. Jeglič (M. Robar) 38:52 – Ž. Jeglič (R. Sabolič, A. Kopitar) |                     | Scheidsrechters: Dave Jackson Vladimír Šindler Grensrechters: Lonnie Cameron Chris Carlson |
| 35 min | Penalty's                   | 14 min                                                                  |                     | Scheidsrechters: Dave Jackson Vladimír Šindler Grensrechters: Lonnie Cameron Chris Carlson |
| 6 | Schoten                     | 6                                                                       |                     | Scheidsrechters: Dave Jackson Vladimír Šindler Grensrechters: Lonnie Cameron Chris Carlson |

| 13 februari 2014 16:30 | Slowakije | 1–7 (0–1, 1–6, 0–0) | Verenigde Staten | Sjajba Arena |

| Wedstrijdreferentie | Wedstrijdreferentie | Wedstrijdreferentie | Wedstrijdreferentie | Wedstrijdreferentie |
| ------------------- | ------------------- | --- | ------------------- | ------------------- |
|                     |                     | |                     |                     |
| Tomáš Tatar 20.24   |                     | John Carlson 14.27 Ryan Kesler 21.26 Paul Stastny 22.32 David Backes 28.16 Paul Stastny 33.30 Phil Kessel 34.20 Dustin Brown 35.17 |                     |                     |
|                     |                     | |                     |                     |
|                     |                     | |                     |                     |

| 15 februari 2014 12:00 | Slowakije | 1–3 (0–0, 0–0, 1–3) | Slovenië | Bolsjoj IJspaleis |

| Wedstrijdreferentie | Wedstrijdreferentie | Wedstrijdreferentie                                     | Wedstrijdreferentie | Wedstrijdreferentie |
| ------------------- | ------------------- | ------------------------------------------------------- | ------------------- | ------------------- |
|                     |                     |                                                         |                     |                     |
| Tomas Jurco         |                     | Rok Ticar 43.23 Tomaz Razingar 48.59 Anze Kopitar 49.22 |                     |                     |
|                     |                     |                                                         |                     |                     |
|                     |                     |                                                         |                     |                     |

| 15 februari 2014 16:30 | Verenigde Staten | 3–2 (np) (0–0, 1–1, 1–1) | Rusland | Bolsjoj IJspaleis |

| Wedstrijdreferentie                                  | Wedstrijdreferentie | Wedstrijdreferentie                       | Wedstrijdreferentie | Wedstrijdreferentie |
| ---------------------------------------------------- | ------------------- | ----------------------------------------- | ------------------- | ------------------- |
|                                                      |                     |                                           |                     |                     |
| Cam Fowler 39.59 Joe Pavelski 49.27 T.J. Oshie 65.00 |                     | Pavel Datsjoek 29.15 Pavel Datsjoek 52.44 |                     |                     |
|                                                      |                     |                                           |                     |                     |
|                                                      |                     |                                           |                     |                     |

| 16 februari 2014 16:30 | Rusland | 1–0 (np) (0–0, 0–0, 0–0) | Slowakije | Bolsjoj IJspaleis |

| 16 februari 2014 16:30 | Slovenië | 1–5 (0–2, 0–2, 0–1) | Verenigde Staten | Sjajba Arena |

| Wedstrijdreferentie   | Wedstrijdreferentie     | Wedstrijdreferentie                                                                                     | Wedstrijdreferentie | Wedstrijdreferentie |
| --------------------- | ----------------------- | --- | ------------------- | ------------------- |
|                       |                         | |                     |                     |
| Marcel Rodman – 59.42 | 0–1 0–2 0–3 0–4 0–5 1–5 | 01.04 – Phil Kessel 04.33 – Phill Kessel 31.05 – Phil Kissel 32.17 – Ryan McDonagh 43.26 – David Backes |                     |                     |
|                       |                         | |                     |                     |
|                       |                         | |                     |                     |

### Groep B
| # | Land       | Wedstrijden | Wedstrijden | Wedstrijden | Wedstrijden | Wedstrijden | Doelpunten | Doelpunten | Doelpunten | Punten |
| # | Land       | G           | W           | OTW         | OTV         | V           | V          | T          | Saldo      | Punten |
| - | ---------- | ----------- | ----------- | ----------- | ----------- | ----------- | ---------- | ---------- | ---------- | ------ |
| 1 | Canada     | 3           | 2           | 1           | 0           | 0           | 11         | 2          | +9         | 8      |
| 2 | Finland    | 3           | 2           | 0           | 1           | 0           | 15         | 7          | +8         | 7      |
| 3 | Oostenrijk | 3           | 1           | 0           | 0           | 2           | 7          | 15         | -8         | 3      |
| 4 | Noorwegen  | 3           | 0           | 0           | 0           | 3           | 3          | 12         | -9         | 0      |

| 13 februari 2014 12:00 | Finland | 8–4 (4–2, 2–0, 2–2) | Oostenrijk | Bolsjoj IJspaleis Toeschouwers: 5.664 |

| Wedstrijdreferentie | Wedstrijdreferentie                             | Wedstrijdreferentie | Wedstrijdreferentie | Wedstrijdreferentie                                                                    |
| --- | ----------------------------------------------- | --- | ------------------- | -------------------------------------------------------------------------------------- |
| | Tuukka Rask                                     | Goalies | Bernhard Starkbaum  | Scheidsrechters: Daniel Piechaczek Ian Walsh Grensrechters: Tommy George Brad Kovachik |
| M. Granlund (T. Selänne, S. Vatanen) – 05:15 S. Lepistö (J. Jokinen, T. Ruutu) – 11:23 O. Määttä (O. Jokinen) – 19:25 J. Immonen (J. Lehterä, O. Väänänen) – 19:33 J. Jokinen (P. Kontiola) – 21:43 P. Kontiola (M. Granlund) – 32:10 J. Immonen (A. Barkov, S. Vatanen) (PP) – 51:25 M. Granlund (K. Timonen, S. Vatanen) (PP) – 58:25 | 0–1 1–1 1–2 2–2 3–2 4–2 5–2 6–2 6–3 7–3 7–4 8–4 | 00:36 – M. Grabner (M. Raffl) 09:19 – T. Hundertpfund (T. Vanek) 41:29 – M. Grabner (B. Lebler, M. Raffl) 54:22 – M. Grabner (B. Lebler, M. Trattnig) |                     | Scheidsrechters: Daniel Piechaczek Ian Walsh Grensrechters: Tommy George Brad Kovachik |
| 4 min | Penalty's                                       | 10 min |                     | Scheidsrechters: Daniel Piechaczek Ian Walsh Grensrechters: Tommy George Brad Kovachik |
| 52 | Schoten                                         | 20 |                     | Scheidsrechters: Daniel Piechaczek Ian Walsh Grensrechters: Tommy George Brad Kovachik |

| 13 februari 2014 21:00 | Canada | 3–1 (0–0, 2–0, 1–1) | Noorwegen | Bolsjoj IJspaleis Toeschouwers: 10.261 |

| Wedstrijdreferentie | Wedstrijdreferentie | Wedstrijdreferentie                 | Wedstrijdreferentie | Wedstrijdreferentie                                                                             |
| --- | ------------------- | ----------------------------------- | ------------------- | ----------------------------------------------------------------------------------------------- |
| | Carey Price         | Goalies                             | Lars Haugen         | Scheidsrechters: Mike Leggo Marcus Vinnerborg Grensrechters: Andy McElman Christopher Woodworth |
| S. Weber (D. Keith, P. Bergeron) – 26:20 J. Benn (P. Bergeron, D. Doughty) – 35:19 D. Doughty (R. Getzlaf, P. Marleau) – 41:47 | 1–0 2–0 2–1 3–1     | 40:22 – P. Thoresen (M. Olimb) (PP) |                     | Scheidsrechters: Mike Leggo Marcus Vinnerborg Grensrechters: Andy McElman Christopher Woodworth |
| 10 min | Penalty's           | 6 min                               |                     | Scheidsrechters: Mike Leggo Marcus Vinnerborg Grensrechters: Andy McElman Christopher Woodworth |
| 38 | Schoten             | 20                                  |                     | Scheidsrechters: Mike Leggo Marcus Vinnerborg Grensrechters: Andy McElman Christopher Woodworth |

| 14 februari 2014 21:00 | Canada | 6–0 (2–0, 4–0, 0–0) | Oostenrijk | Bolsjoj IJspaleis Toeschouwers: 8.969 |

| Wedstrijdreferentie | Wedstrijdreferentie     | Wedstrijdreferentie | Wedstrijdreferentie                                     | Wedstrijdreferentie                                                                           |
| --- | ----------------------- | ------------------- | ------------------------------------------------------- | --------------------------------------------------------------------------------------------- |
| | Roberto Luongo          | Goalies             | Bernhard Starkbaum (uit 40:00) Mathias Lange (in 40:00) | Scheidsrechters: Dave Jackson Konstantin Olenin Grensrechters: Lonnie Cameron Miroslav Valach |
| D. Doughty (J. Toews) – 05:24 S. Weber (C. Perry, R. Getzlaf) – 10:12 J. Carter (P. Marleau, S. Crosby) – 22:39 J. Carter (P. Marleau, A. Pietrangelo) – 24:09 J. Carter (J. Toews, S. Weber) – 34:33 R. Getzlaf (SH) – 36:48 | 1–0 2–0 3–0 4–0 5–0 6–0 |                     |                                                         | Scheidsrechters: Dave Jackson Konstantin Olenin Grensrechters: Lonnie Cameron Miroslav Valach |
| 8 min | Penalty's               | 2 min               |                                                         | Scheidsrechters: Dave Jackson Konstantin Olenin Grensrechters: Lonnie Cameron Miroslav Valach |
| 46 | Schoten                 | 23                  |                                                         | Scheidsrechters: Dave Jackson Konstantin Olenin Grensrechters: Lonnie Cameron Miroslav Valach |

| 14 februari 2014 21:00 | Noorwegen | 1–6 (0–3, 0–2, 1–1) | Finland | Sjajba Arena Toeschouwers: 3.018 |

| Wedstrijdreferentie                           | Wedstrijdreferentie         | Wedstrijdreferentie | Wedstrijdreferentie | Wedstrijdreferentie                                                                        |
| --------------------------------------------- | --------------------------- | --- | ------------------- | ------------------------------------------------------------------------------------------ |
|                                               | Lars Haugen Lars Volden     | Goalies | Kari Lehtonen       | Scheidsrechters: Lars Brüggemann Kelly Sutherland Grensrechters: Derek Amell Chris Carlson |
| P. Skrøder (M. Olimb, J. Holøs) (PP2) – 41:01 | 0–1 0–2 0–3 0–4 0–5 1–5 1–6 | 05:46 – T. Selänne (S. Vatanen, K. Lehtonen) 06:51 – L. Korpikoski (O. Jokinen, O. Määttä) 17:21 – J. Lehterä 28:03 – L. Korpikoski (O. Määttä, T. Ruutu) 31:26 – O. Jokinen (S. Salo, T. Ruutu) 57:41 – O. Määttä (P. Kontiola, K. Lehtonen) |                     | Scheidsrechters: Lars Brüggemann Kelly Sutherland Grensrechters: Derek Amell Chris Carlson |
| 6 min                                         | Penalty's                   | 6 min |                     | Scheidsrechters: Lars Brüggemann Kelly Sutherland Grensrechters: Derek Amell Chris Carlson |
| 21                                            | Schoten                     | 39 |                     | Scheidsrechters: Lars Brüggemann Kelly Sutherland Grensrechters: Derek Amell Chris Carlson |

| 16 februari 2014 12:00 | Oostenrijk | 3–1 (2–0, 0–1, 1–0) | Noorwegen | Bolsjoj IJspaleis Toeschouwers: 6.882 |

| Wedstrijdreferentie                                                                                      | Wedstrijdreferentie | Wedstrijdreferentie               | Wedstrijdreferentie | Wedstrijdreferentie                                                                      |
| --- | ------------------- | --------------------------------- | ------------------- | ---------------------------------------------------------------------------------------- |
| | Mathias Lange       | Goalies                           | Lars Haugen         | Scheidsrechters: Vladimír Šindler Ian Walsh Grensrechters: Lonnie Cameron André Schrader |
| M. Grabner (T. Pöck, R. Lukas) – 04:27 M. Raffl (M. Grabner) (PP) – 06:52 M. Grabner (D. Welser) – 58:23 | 1–0 2–0 2–1 3–1     | 28:05 – P-Å. Skrøder (P. Thoresen |                     | Scheidsrechters: Vladimír Šindler Ian Walsh Grensrechters: Lonnie Cameron André Schrader |
| 12 min                                                                                                   | Penalty's           | 8 min                             |                     | Scheidsrechters: Vladimír Šindler Ian Walsh Grensrechters: Lonnie Cameron André Schrader |
| 27 | Schoten             | 35                                |                     | Scheidsrechters: Vladimír Šindler Ian Walsh Grensrechters: Lonnie Cameron André Schrader |

| 16 februari 2014 21:00 | Finland | 1–2 (0–1, 1–0, 0–0, 0-1) | Canada | Bolsjoj IJspaleis |

| Wedstrijdreferentie | Wedstrijdreferentie | Wedstrijdreferentie  | Wedstrijdreferentie | Wedstrijdreferentie |
| ------------------- | ------------------- | -------------------- | ------------------- | ------------------- |
|                     |                     |                      |                     |                     |
| Tuomo Ruutu – 38.00 | 0–1 1–1             | 13.44 – Drew Doughty |                     |                     |
|                     |                     |                      |                     |                     |
|                     |                     |                      |                     |                     |

### Groep C
| # | Land        | Wedstrijden | Wedstrijden | Wedstrijden | Wedstrijden | Wedstrijden | Doelpunten | Doelpunten | Doelpunten | Punten |
| # | Land        | G           | W           | OTW         | OTV         | V           | V          | T          | Saldo      | Punten |
| - | ----------- | ----------- | ----------- | ----------- | ----------- | ----------- | ---------- | ---------- | ---------- | ------ |
| 1 | Zweden      | 3           | 3           | 0           | 0           | 0           | 10         | 5          | +5         | 9      |
| 2 | Zwitserland | 3           | 2           | 0           | 0           | 1           | 2          | 1          | +1         | 6      |
| 3 | Tsjechië    | 3           | 1           | 0           | 0           | 2           | 6          | 7          | -1         | 3      |
| 4 | Letland     | 3           | 0           | 0           | 0           | 3           | 5          | 10         | -5         | 0      |

| 12 februari 2014 21:00 | Tsjechië | 2–4 | Zweden | Bolsjoj IJspaleis |

|                                           |                 |                                                                                        |  |  |
| Marek Židlický 28.12 Tomáš Plekanec 30.01 | (0–2, 2–2, 0–0) | Erik Karlsson 10.07 Patrik Berglund 13.17 Henrik Zetterberg 20.51 Erik Karlssoon 24.07 |  |  |
|                                           |                 |                                                                                        |  |  |
|                                           |                 |                                                                                        |  |  |

| 12 februari 2014 21:00 | Letland | 0–1 | Zwitserland | Sjajba Arena |

|  |                 |                   |  |  |
|  | (0–0, 0–0, 0–1) | Simon Moser 59.52 |  |  |
|  |                 |                   |  |  |
|  |                 |                   |  |  |

| 14 februari 2014 12:00 | Tsjechië | 4–2 | Letland | Bolsjoj IJspaleis |

|                                                                               |                 |                                              |  |  |
| Martin Erat 10.10 Jaromír Jágr 19.29 Jakub Voráček 27.06 Marek Židlický 37.02 | (2–1, 2–1, 0–0) | Jānis Sprukts 13.05 Herberts Vasiļjevs 22.45 |  |  |
|                                                                               |                 |                                              |  |  |
|                                                                               |                 |                                              |  |  |

| 14 februari 2014 16:30 | Zweden | 1–0 | Zwitserland | Bolsjoj IJspaleis |

|                         |                 |  |  |  |
| Daniel Alfredsson 52.39 | (0–0, 0–0, 1–0) |  |  |  |
|                         |                 |  |  |  |
|                         |                 |  |  |  |

| 15 februari 2014 21:00 | Zwitserland | 1–0 | Tsjechië | Bolsjoj IJspaleis |

|                       |                 |  |  |  |
| Simon Bodenmann 14.10 | (1–0, 0–0, 0–0) |  |  |  |
|                       |                 |  |  |  |
|                       |                 |  |  |  |

| 15 februari 2014 21:00 | Zweden | 5–3 | Letland | Sjajba Arena |

| |                 |                                                                  |  |  |
| Patrik Berglund 15.50 Erik Karlsson 22.45 Daniel Alfredsson 38.47 Jimmie Ericsson 38.47 Alexander Edler 52.20 | (1–1, 3–1, 1–1) | Lauris Darzins 18.48 Janis Sprukts 21.22 Zemqus Girgensons 41.28 |  |  |
| |                 |                                                                  |  |  |
| |                 |                                                                  |  |  |

## Knock-outfase

### Ranking
| Rank | Team             | Groep | Pos | WG | Ptn | DS  | GV | IIHF Rank |
| ---- | ---------------- | ----- | --- | -- | --- | --- | -- | --------- |
| 1D   | Zweden           | C     | 1   | 3  | 9   | +5  | 10 | 1         |
| 2D   | Verenigde Staten | A     | 1   | 3  | 8   | +11 | 15 | 6         |
| 3D   | Canada           | B     | 1   | 3  | 8   | +9  | 11 | 5         |
| 4D   | Finland          | B     | 2   | 3  | 7   | +8  | 15 | 2         |
| 5D   | Rusland          | A     | 2   | 3  | 6   | +3  | 8  | 3         |
| 6D   | Zwitserland      | C     | 2   | 3  | 6   | +1  | 2  | 7         |
| 7D   | Tsjechië         | C     | 3   | 3  | 3   | −1  | 6  | 4         |
| 8D   | Slovenië         | A     | 3   | 3  | 3   | −5  | 6  | 17        |
| 9D   | Oostenrijk       | B     | 3   | 3  | 3   | −8  | 7  | 15        |
| 10D  | Slowakije        | A     | 4   | 3  | 1   | −9  | 2  | 8         |
| 11D  | Letland          | C     | 4   | 3  | 0   | −5  | 5  | 11        |
| 12D  | Noorwegen        | B     | 4   | 3  | 0   | −9  | 3  | 9         |

### Schema
| Play-offs | Play-offs   | Play-offs |  |  | Kwartfinale | Kwartfinale      | Kwartfinale |  |  | Halve finale | Halve finale     | Halve finale |  |           | Finale    | Finale           | Finale |
|           |             |           |  |  |             |                  |             |  |  |              |                  |              |  |           |           |                  |        |
|           |             |           |  |  |             |                  |             |  |  |              |                  |              |  |           |           |                  |        |
|           |             |           |  |  | 1           | Zweden           | 5           |  |  |              |                  |              |  |           |           |                  |        |
| 8         | Slovenië    | 4         |  |  | P1          | Slovenië         | 0           |  |  |              |                  |              |  |           |           |                  |        |
| 9         | Oostenrijk  | 0         |  |  |             |                  |             |  |  | KF1          | Zweden           | 2            |  |           |           |                  |        |
|           |             |           |  |  |             |                  |             |  |  | KF2          | Finland          | 1            |  |           |           |                  |        |
|           |             |           |  |  | 2           | Finland          | 3           |  |  |              |                  |              |  |           |           |                  |        |
| 5         | Rusland     | 4         |  |  | P2          | Rusland          | 1           |  |  |              |                  |              |  |           |           |                  |        |
| 12        | Noorwegen   | 0         |  |  |             |                  |             |  |  |              |                  |              |  |           | HF1       | Zweden           | 0      |
|           |             |           |  |  |             |                  |             |  |  |              |                  |              |  |           | HF2       | Canada           | 3      |
|           |             |           |  |  | 3           | Canada           | 2           |  |  |              |                  |              |  |           |           |                  |        |
| 6         | Tsjechië    | 5         |  |  | P3          | Letland          | 1           |  |  |              |                  |              |  |           |           |                  |        |
| 11        | Slowakije   | 3         |  |  |             |                  |             |  |  | KF3          | Verenigde Staten | 0            |  |           |           |                  |        |
|           |             |           |  |  |             |                  |             |  |  | KF4          | Canada           | 1            |  |           |           |                  |        |
|           |             |           |  |  | 4           | Verenigde Staten | 5           |  |  |              |                  |              |  | 3e plaats | 3e plaats | 3e plaats        |        |
| 7         | Zwitserland | 1         |  |  | P4          | Tsjechië         | 2           |  |  |              |                  |              |  |           | HF1       | Finland          | 5      |
| 10        | Letland     | 3         |  |  |             |                  |             |  |  |              |                  |              |  |           | HF2       | Verenigde Staten | 0      |

### Wedstrijden

#### Play-offs
| 18 februari 2014 12:00 UTC+4 (9:00 MET) | Slovenië | 4–0 (2–0, 1–0, 1–0) | Oostenrijk | Bolsjoj IJspaleis |

|                                                                                       |                 |  |  |  |
| Anze Kopitar – 05.29 Jan Urbas – 11.57 Sabahudin Kovacevic – 23.21 Jan Mursak – 57.02 | 1–0 2–0 3–0 4–0 |  |  |  |
|                                                                                       |                 |  |  |  |
|                                                                                       |                 |  |  |  |

| 18 februari 2014 16:30 UTC+4 (13:30 MET) | Rusland | 4–0 (0–0, 2–0, 2–0) | Noorwegen | Bolsjoj IJspaleis |

| |                 |  |  |  |
| Aleksander Radoelov – 24.12 Ilja Kovaltsjoek – 37.11 Aleksander Radoelov Aleksej Teresjenko – 59.20 | 1–0 2–0 3–0 4–0 |  |  |  |
| |                 |  |  |  |
| |                 |  |  |  |

| 18 februari 2014 21:00 UTC+4 (18:00 MET) | Tsjechië | 5–3 (3–0, 1–1, 1–2) | Slowakije | Bolsjoj IJspaleis |

| |                                 |                                                                |  |  |
| Ales Hemsky – 06.53 Roman Cervenka – 07.22 David Krejci – 17.03 Roman Cervenka – 35.41 Tomas Plekanec – 59.21 | 1–0 2–0 3–0 4–0 4–1 4–2 4–3 5–3 | 38.57 – Marian Hossa 47.20 – Marian Hossa 48.51 – Tomas Surovy |  |  |
| |                                 |                                                                |  |  |
| |                                 |                                                                |  |  |

| 18 februari 2014 21:00 UTC+4 (18:00 MET) | Zwitserland | 1–3 (0–2, 1–0, 0–1) | Letland | Sjajba Arena |

|                        |                 |                                                                       |  |  |
| Lauris Darzins – 35.01 | 0–1 0–2 1–2 1–3 | 08.38 – Oskars Bartulis 11.19 – Lauris Darzins 59.00 – Lauris Darzins |  |  |
|                        |                 |                                                                       |  |  |
|                        |                 |                                                                       |  |  |

#### Kwartfinale
| 19 februari 2014 12:00 UTC+4 (9:00 MET) | Zweden | 5–0 (1–0, 0–0, 4–0) | Slovenië | Bolsjoj IJspaleis |

| |                     |  |  |  |
| Alexander Steen – 18.50 Daniel Sedin – 41.42 Loui Eriksson – 48.04 Carl Hagelin – 51.27 Carl Hagelin – 56.10 | 1–0 2–0 3–0 4–0 5–0 |  |  |  |
| |                     |  |  |  |
| |                     |  |  |  |

| 19 februari 2014 16:30 UTC+4 (13:30 MET) | Finland | 3–1 (2–1, 1–0, 0–0) | Rusland | Bolsjoj IJspaleis |

|                                                                          |                 |                          |  |  |
| Juhamatti Aaltonen – 09.18 Teemu Selanne – 17.38 Mikael Granlund – 25.37 | 0–1 1–1 2–1 3–1 | 07.51 – Ilja Kovaltsjoek |  |  |
|                                                                          |                 |                          |  |  |
|                                                                          |                 |                          |  |  |

| 19 februari 2014 21:00 UTC+4 (18:00 MET) | Canada | 2–1 (1–1, 0–0, 1–0) | Letland | Bolsjoj IJspaleis |

|                                          |             |                        |  |  |
| Patrick Sharp – 13.37 Shea Weber – 53.06 | 1–0 1–1 2–1 | 15.41 – Lauris Darzins |  |  |
|                                          |             |                        |  |  |
|                                          |             |                        |  |  |

| 19 februari 2014 21:00 UTC+4 (18:00 MET) | Verenigde Staten | 5–2 (3–1, 1–0, 1–1) | Tsjechië | Sjajba Arena |

| |                             |                                            |  |  |
| James Van Riemsdyk – 01.39 Dustin Brown – 14.38 David Backes – 19.58 Zach Parise – 29.31 Phil Kessel – 42.01 | 1–0 1–1 2–1 3–1 4–1 5–1 5–2 | 04.31 – Ales Hemsky 53.00 – Jonathan Quick |  |  |
| |                             |                                            |  |  |
| |                             |                                            |  |  |

#### Halve finale
| 21 februari 2014 16:00 | Zweden | 2-1 (0-0, 2-1, 0-0) | Finland | Bolsjoj IJspaleis, Sotsji Toeschouwers: 9.476 |

| Wedstrijdreferentie                                                                           | Wedstrijdreferentie | Wedstrijdreferentie             | Wedstrijdreferentie | Wedstrijdreferentie                                                                  |
| --------------------------------------------------------------------------------------------- | ------------------- | ------------------------------- | ------------------- | ------------------------------------------------------------------------------------ |
|                                                                                               | Henrik Lundqvist    | Goalies                         | Kari Lehtonen       | Scheidsrechters: Konstantin Olenin Tim Peel Grensrechters: Derek Amell Chris Carlson |
| L. Eriksson (J. Ericsson, N. Bäckström) – 31:39 E. Karlsson (A. Steen, D. Sedin) (PP) – 36:26 | 0-1 1-1 2-1         | 26:17 – O. Jokinen (S. Vatanen) |                     | Scheidsrechters: Konstantin Olenin Tim Peel Grensrechters: Derek Amell Chris Carlson |
| 10 min                                                                                        | Penalty's           | 4 min                           |                     | Scheidsrechters: Konstantin Olenin Tim Peel Grensrechters: Derek Amell Chris Carlson |
| 25                                                                                            | Schoten             | 26                              |                     | Scheidsrechters: Konstantin Olenin Tim Peel Grensrechters: Derek Amell Chris Carlson |

| 21 februari 2014 19:00 | Verenigde Staten | 0-1 (0-0, 0-1, 0-0) | Canada | Bolsjoj IJspaleis, Sotsji Toeschouwers: 11.172 |

| Wedstrijdreferentie | Wedstrijdreferentie | Wedstrijdreferentie              | Wedstrijdreferentie | Wedstrijdreferentie                                                                      |
| ------------------- | ------------------- | -------------------------------- | ------------------- | ---------------------------------------------------------------------------------------- |
|                     | Jonathan Quick      | Goalies                          | Carey Price         | Scheidsrechters: Brad Meier Kelly Sutherland Grensrechters: Ivan Dedioulia Greg Devorski |
|                     | 0-1                 | 21:41 – J. Benn (J. Bouwmeester) |                     | Scheidsrechters: Brad Meier Kelly Sutherland Grensrechters: Ivan Dedioulia Greg Devorski |
| 4 min               | Penalty's           | 6 min                            |                     | Scheidsrechters: Brad Meier Kelly Sutherland Grensrechters: Ivan Dedioulia Greg Devorski |
| 31                  | Schoten             | 37                               |                     | Scheidsrechters: Brad Meier Kelly Sutherland Grensrechters: Ivan Dedioulia Greg Devorski |

#### Bronzen finale
| 22 februari 2014 19:00 | Verenigde Staten | 0-5 (0-0, 0-2, 0-3) | Finland | Bolsjoj IJspaleis, Sotsji Toeschouwers: 9.052 |

| Wedstrijdreferentie | Wedstrijdreferentie | Wedstrijdreferentie | Wedstrijdreferentie | Wedstrijdreferentie                                                                     |
| ------------------- | ------------------- | --- | ------------------- | --------------------------------------------------------------------------------------- |
|                     | Jonathan Quick      | Goalies | Tuukka Rask         | Scheidsrechters: Konstantin Olenin Tim Peel Grensrechters: Chris Carlson Ivan Dedioulia |
|                     | 0-1 0-2 0-3 0-4 0-5 | 21:27 – T. Selänne (M. Granlund, L. Korpikoski) 21:38 – J. Jokinen (J. Lehterä, P. Kontiola) 46:10 – J. Hietanen (T. Ruutu, S. Lepistö) 49:06 – T. Selänne (M. Granlund, L. Korpikoski) (PP) 53:09 – O. Määttä (J. Lehterä, J. Jokinen) (PP) |                     | Scheidsrechters: Konstantin Olenin Tim Peel Grensrechters: Chris Carlson Ivan Dedioulia |
| 12 min              | Penalty's           | 4 min |                     | Scheidsrechters: Konstantin Olenin Tim Peel Grensrechters: Chris Carlson Ivan Dedioulia |
| 27                  | Schoten             | 29 |                     | Scheidsrechters: Konstantin Olenin Tim Peel Grensrechters: Chris Carlson Ivan Dedioulia |

#### Finale
| 23 februari 2014 16:00 | Zweden | 0-3 (0-1, 0-1, 0-1) | Canada | Bolsjoj IJspaleis, Sotsji Toeschouwers: 11.076 |

| Wedstrijdreferentie | Wedstrijdreferentie | Wedstrijdreferentie                                                       | Wedstrijdreferentie | Wedstrijdreferentie                                                                   |
| ------------------- | ------------------- | ------------------------------------------------------------------------- | ------------------- | ------------------------------------------------------------------------------------- |
|                     | Henrik Lundqvist    | Goalies                                                                   | Carey Price         | Scheidsrechters: Brad Meier Kelly Sutherland Grensrechters: Derek Amell Greg Devorski |
|                     | 0-1 0-2 0-3         | 12:55 – J. Toews (J.Carter, S. Weber) 35:43 – S. Crosby 49:04 – C. Kunitz |                     | Scheidsrechters: Brad Meier Kelly Sutherland Grensrechters: Derek Amell Greg Devorski |
| 6 min               | Penalty's           | 4 min                                                                     |                     | Scheidsrechters: Brad Meier Kelly Sutherland Grensrechters: Derek Amell Greg Devorski |
| 24                  | Schoten             | 36                                                                        |                     | Scheidsrechters: Brad Meier Kelly Sutherland Grensrechters: Derek Amell Greg Devorski |

## Ranglijst
Eindklassement van het toernooi volgens de IIHF.
| Goud   | Canada           |
| Zilver | Zweden           |
| Brons  | Finland          |
| 4      | Verenigde Staten |
| 5      | Rusland          |
| 6      | Tsjechië         |
| 7      | Slovenië         |
| 8      | Letland          |
| 9      | Zwitserland      |
| 10     | Oostenrijk       |
| 11     | Slowakije        |
| 12     | Noorwegen        |

Antwerpen 1920 · 
Chamonix 1924 · 
St. Moritz 1928 · 
Lake Placid 1932 · 
Garmisch-Partenkirchen 1936 · 
St. Moritz 1948 · 
Oslo 1952 · 
Cortina d'Ampezzo 1956 · 
Squaw Valley 1960 · 
Innsbruck 1964 · 
Grenoble 1968 · 
Sapporo 1972 · 
Innsbruck 1976 · 
Lake Placid 1980 · 
Sarajevo 1984 · 
Calgary 1988 · 
Albertville 1992 · 
Lillehammer 1994 · 
Nagano 1998 · 
Salt Lake City 2002 · 
Turijn 2006 · 
Vancouver 2010 · 
Sotsji 2014 · 
Pyeongchang 2018 · 
Peking 2022

Lijst van olympische medaillewinnaars
Alpineskiën · Biatlon · Bobsleeën · Curling · Freestyleskiën · Kunstrijden · Langlaufen · Noordse combinatie · Rodelen · Schaatsen · Schansspringen · Shorttrack · Skeleton · Snowboarden · IJshockey